# Mahdi Ouedherfi
Mahdi Ouedherfi, né le 7 mai 1995, est un footballeur international tunisien évoluant au poste de milieu de terrain avec l'Al Olympic Zaouia.

## Biographie
Il inscrit son premier but dans le championnat de Tunisie le 30 avril 2014 face au Stade tunisien.

## Palmarès
- Championnat de Tunisie (1) : 2015
- Coupe de Tunisie (2) : 2017, 2018